# Synagogue de Tchita
La synagogue de Tchita (en russe : Читинская синагога
, Tchitinskaïa sinagoga), est une synagogue située dans la ville de Tchita, dans le kraï de Transbaïkalie, en Russie. Construite en 1907, elle fut reconstruite par les autorités soviétiques en 1930. Elle est classée dans la liste de l'héritage patrimonial de la Russie d'importance régionale depuis 1993. 

## Géographie
La synagogue est située dans la ville de Tchita, dans le kraï de Transbaïkalie, en Sibérie orientale. Elle se trouve au no 19 de la rue de l'Ingoda.

## Histoire

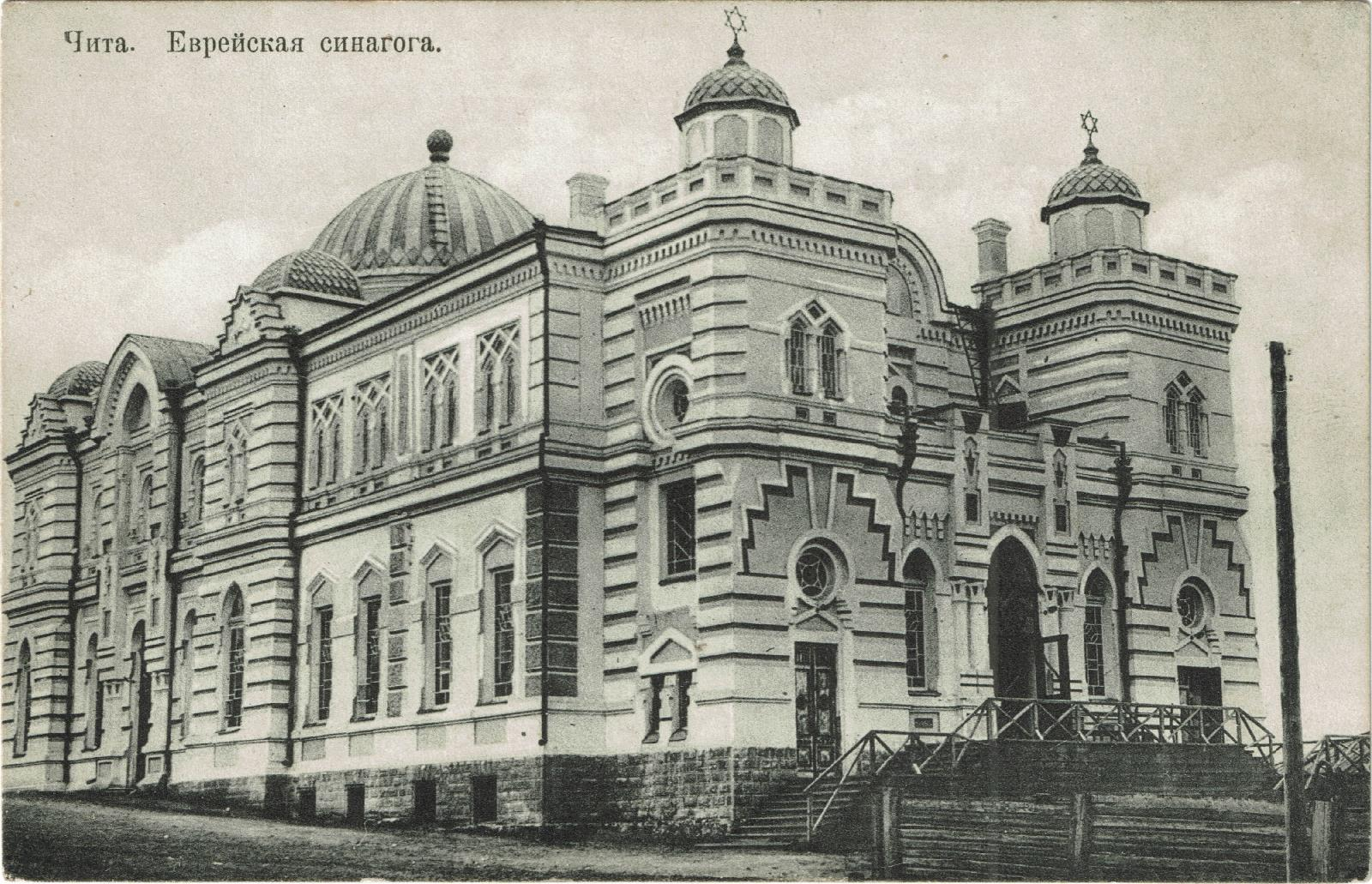
Bâtiment de la synagogue à l'origine.

La première synagogue sur le site fut construite en bois en 1880. La communauté juive collecta en 1907 90 000 roubles pour la construction d'un nouvel édifice. L'ingénieur I. Rodioukov et l'architecte Gavril Nikitine, deux locaux, furent chargés de la construire. Mais à la suite de complications, le chantier passa dans les mains de Fiodor Ponomarev, important architecte de la ville à l'époque. La construction fut achevée en 1908. À l'origine, la synagogue possédait un grand dôme,,.
Au cours de la guerre civile russe, la communauté juive de Tchita émigra massivement vers Harbin en Mandchourie. Mais la cathédrale ne ferma qu'en 1930, les autorités se l'appropriant. Les autorités reconstruirent le bâtiment en détruisant le grand dôme. Le bâtiment devint une école, et pendant la Seconde Guerre mondiale un hôpital pour les blessés de guerre, de juillet 1941 à décembre 1945. Une plaque commémorative est désormais installée pour ce rôle. La communauté juive qui s'est reformée après la chute de l'URSS reprit possession de trois salles en 1998,. Elle est classée objet patrimonial culturel d'importance régionale depuis 1993.
Aujourd'hui le bâtiment héberge des bureaux du Service fédéral des pénitenciers. Vétuste, la mairie n'entretient pas les lieux, ce que dénonce la communauté juive.

## Architecture
La synagogue est un bâtiment en briques rouges est de style éclectique, avec 3 étages.

## Patrimonialité
L'édifice est classé dans la liste de l'héritage patrimonial de la Russie d'importance régionale sous le no 231210000700005 depuis 1993.